# Saint-Germain-lès-Arpajon
 Saint-Germain-lès-Arpajon  es una población y comuna francesa, ubicada en la región de Isla de Francia, departamento de Essonne, en el distrito de Palaiseau y cantón de Arpajon.

## Demografía
| 2095 | 4105 | 5949 | 6217 | 7607 | 8227 |
| Para los censos de 1962 a 1999 la población legal corresponde a la población sin duplicidades (Fuente: INSEE [Consultar]) |      |      |      |      |      |